# Lalangon
Lalangon is een bestuurslaag in het regentschap Sumenep van de provincie Oost-Java, Indonesië. Lalangon telt 1616 inwoners (volkstelling 2010).